# Christian Viénot
Christian Viénot (* 13. Mai 1925; † 15. Juli 2016 in Fondettes, Département Indre-et-Loire) war ein französischer Jazzmusiker (Posaune).

## Leben und Wirken
Christian Viénot lernte zunächst Cello, bevor er zum ersten Mal Saxophon und Klarinette spielte, und ab 1946 Posaune. Schließlich war er 1946/47 Mitglied bei Claude Luter et ses Lorientais; außerdem arbeitete er mit Claude Abadie, 1947 bei Claude Bolling und 1949 mit Sidney Bechet und dem Orchester von Pierre Braslavsky („Summertime“).
Im Sommer 1951 trat Viénot mit Sidney Bechet und Claude Luter im Vieux-Colombier in Juan-les-Pins auf. 1953 arbeitete er dort erneut mit Claude Luter. Er lebte in den 1960er-Jahren in Tours und spielte in der Marc Robert Big Band. 1971/72 trat er mit der Swinging Jazz Group von Pierre Boyer auf. 1974 leitete er die Washboard Group Incorporated und die Limited Brass Band, aus der die Touraine Hot Shots hervorgingen. Oft begleitete er mit diesem Ensemble Wallace Davenport, Gérard Badini, Bill Coleman und Guy Lafitte.
Mit seiner Christian Vienot Swing Band, die er zwischen 1977 und 1984 leitete, legte er zwei Alben vor – 1980 das Album Saint Louis Blues; darauf interpretierte er Jazzstandards wie „April in Paris“, „Blue and Sentimental“, „’Deed I Do“ und „Dream a Little Dream of Me“. In der Gruppe spielten u. a. Alain Wilsch (Trompete, Gitarre), Michel Brosseau (Gitarre), Marie Boisseau (Gitarre, Bass) und gelegentlich die Sängerin Chantal de Dieuleveult. 1995 trat Viénot mit Daniel Huck auf dem Jazzfestival in Touraine auf, in späteren Jahren mit Raymond Fonsèque (2007), in der Big Band du Val de Loire von Marc Robert und mit dem Schlagzeuger Jean-Pierre Hubert (2008). Seine Lieblingsposaunisten waren Dicky Wells und Vic Dickenson. Im Bereich des Jazz war er laut Tom Lord zwischen 1947 und 1983 an sechs Aufnahmesessions beteiligt.

## Diskographische Hinweise
- Claude Luter et ses Lorientais: Les Lorientais (1947–1949, Memories)
- Basin Street Blues (1983)